# Mauricius
Flavius Mauricius Tiberius Augustus, vaak Mauricius Tiberius genoemd (Grieks: Φλάβιος Μαυρίκιος Τιβέριος Αύγουστος; Armeens: Մաւրիկ, Moriek; Arabissos (Cappadocië), 539 - Chalkedon, november 602), ook bekend als Maurikios of Mauritius, was keizer van het Byzantijnse Keizerrijk van 582 tot 602. Als Cappadocische generaal was hij tot opvolger benoemd door Tiberius II Constantijn. Hij trouwde met Tiberius' dochter Constantina, en toen zijn schoonvader een week later stierf werd hij keizer.

## Oorlogen

### Byzantijns-Sassanidische oorlog
Het bewind van Mauricius werd bemoeilijkt door schier onophoudelijke oorlogen aan alle grenzen, en ondanks zijn excellente regeercapaciteiten kon hij slechts tijdelijk de disintegratie van het grote rijk van Justinianus I voorkomen.
De Byzantijns-Sassanidische oorlog (572-591) kreeg plots een nieuwe wending, als tijdens een paleisrevolutie, de ogen van koning Hormizd IV werden uitgestoken en hij even later werd vermoord. Zijn zoon Khusro II vluchtte naar Constantinopel en met hulp van Mauricius heroverde hij zijn troon. Dit betekende ook het einde van een bijna twintigjarige durende Romeins-Perzische oorlog. Armenië en oostelijk Mesopotamië werden teruggegeven aan het Byzantijnse rijk. Volgens een legende zou Khusro trouwen met een zekere Maria, een dochter van keizer Mauricius.

### Balkanoorlog
Tijdens de Balkanoorlog (582-602) tussen Byzantium enerzijds en khan Bayan I van de Avaren en de Slaven anderzijds, nam Bayan I 12.000 Romeinse soldaten gevangen. Mauricius weigerde het losgeld te betalen en alle soldaten werden daarop geëxecuteerd.

## Staatshervorming

Het Rijk van Justinianus I basis tot de vorming van de Exarchaten

Mauricius herschikte het Byzantijnse Rijk met twee exarchaten, nl. het exarchaat Ravenna en het exarchaat Carthago
In 597 schreef een zieke Mauricius zijn testament waarin hij zijn ideeën beschreef over het besturen van het keizerrijk. Zijn oudste zoon, Theodosius, zou vorst worden in het Oosten vanuit Constantinopel, en zijn tweede, Tiberius, in het Westen met als hoofdstad Rome. Sommige geschiedschrijvers geloven dat zijn andere zonen bedacht werden met andere delen van het Rijk.

## Einde
In 602 vaardigde Mauricius, altijd worstelend met een gebrek aan geld, een decreet uit dat het leger voortaan aan gene zijde van de Donau moest blijven tijdens de winter. De uitgeputte troepen kwamen in opstand tegen de keizer, benoemden een zekere Phocas als hun leider en eisten dat Mauricius zou aftreden. Mogelijke opvolgers waren zijn zoon Theodosius of generaal Germanus, Theodosius' schoonvader. Oproer brak uit in Constantinopel en de keizer en zijn familie verlieten de stad richting Nicomedië. Theodosius ging oostelijk naar Perzië, het is onduidelijk of hij gestuurd was door zijn vader of dat hij daar zelf naartoe vluchtte. Phocas reed Constantinopel binnen en werd gekroond als keizer terwijl zijn troepen Mauricius en zijn familie gevangen namen. Er wordt gezegd dat de onttroonde keizer gedwongen werd om toe te kijken terwijl zijn vijf zonen werden afgeslacht totdat hij zelf werd onthoofd. Keizerin Constantina en haar drie dochters werden voorlopig gespaard en naar een klooster gestuurd.

## Nalatenschap
- Traditioneel wordt Mauricius genoemd als de auteur van het militaire traktaat Strategikon hetgeen in militaire kringen alom geprezen wordt als eerste en enige geraffineerde theorie van gecombineerde strijdkrachten tot de Tweede Wereldoorlog. Er zijn ook theorieën dat dit boek het werk is van zijn broer Petrus of van een andere generaal aan Mauricius' hof.
- In de Orthodoxe Kerk wordt Mauricius vereerd als heilige.